# Monument à l'Union de Lublin
 (septembre 2021).
Si vous disposez d'ouvrages ou d'articles de référence ou si vous connaissez des sites web de qualité traitant du thème abordé ici, merci de compléter l'article en donnant les références utiles à sa vérifiabilité et en les liant à la section « Notes et références ».

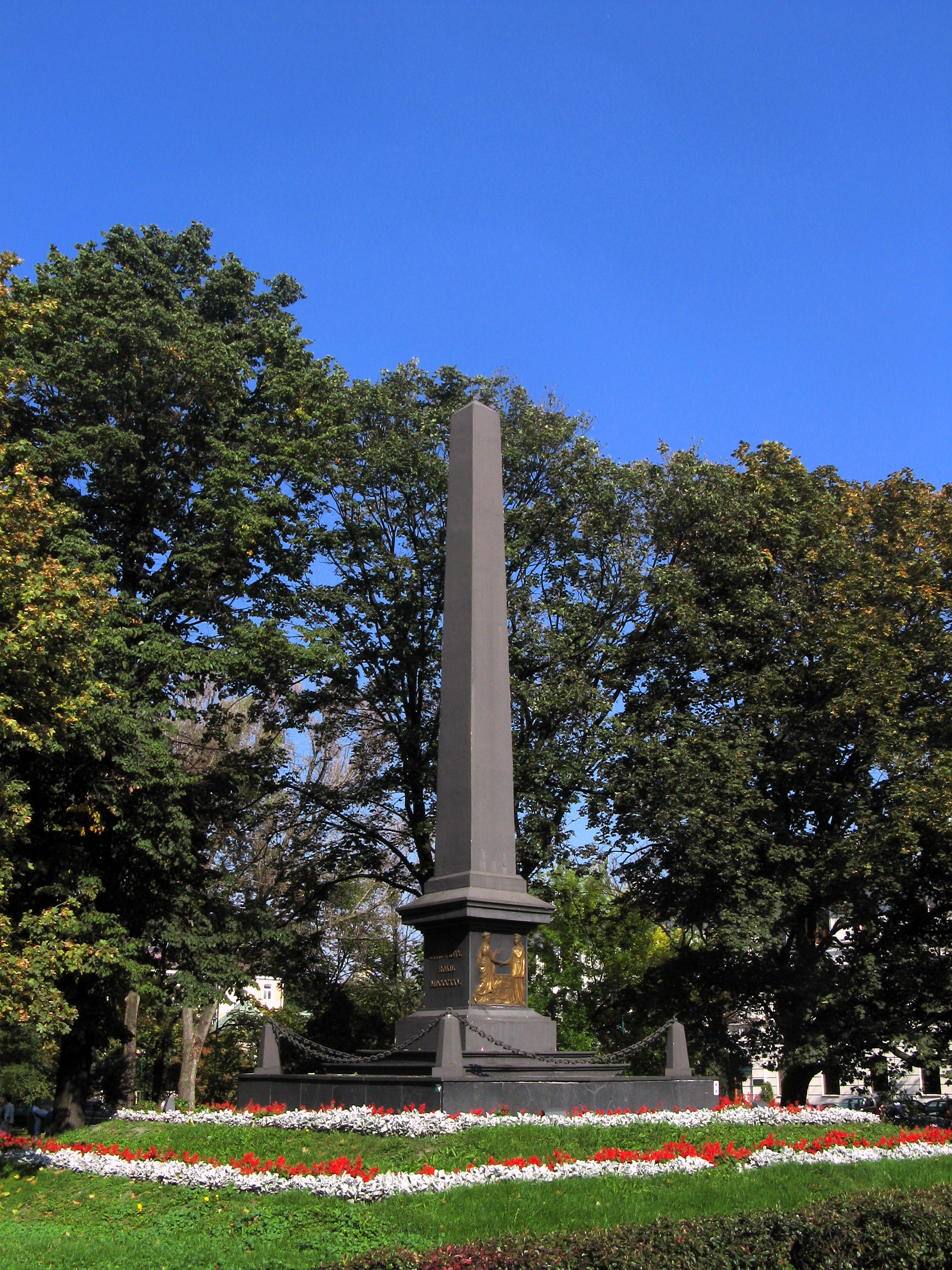
Monument à l'Union de Lublin. Érigé en 1828.

Le monument à l'Union de Lublin se dresse sur la place de Lituanie à Lublin en Pologne. Il a été construit sur ordre de Stanisław Staszic et dévoilé le 26 août 1828. Il est censé rappeler l'Union de Lublin réalisée en 1569 sous le roi Sigismond II.

## Histoire

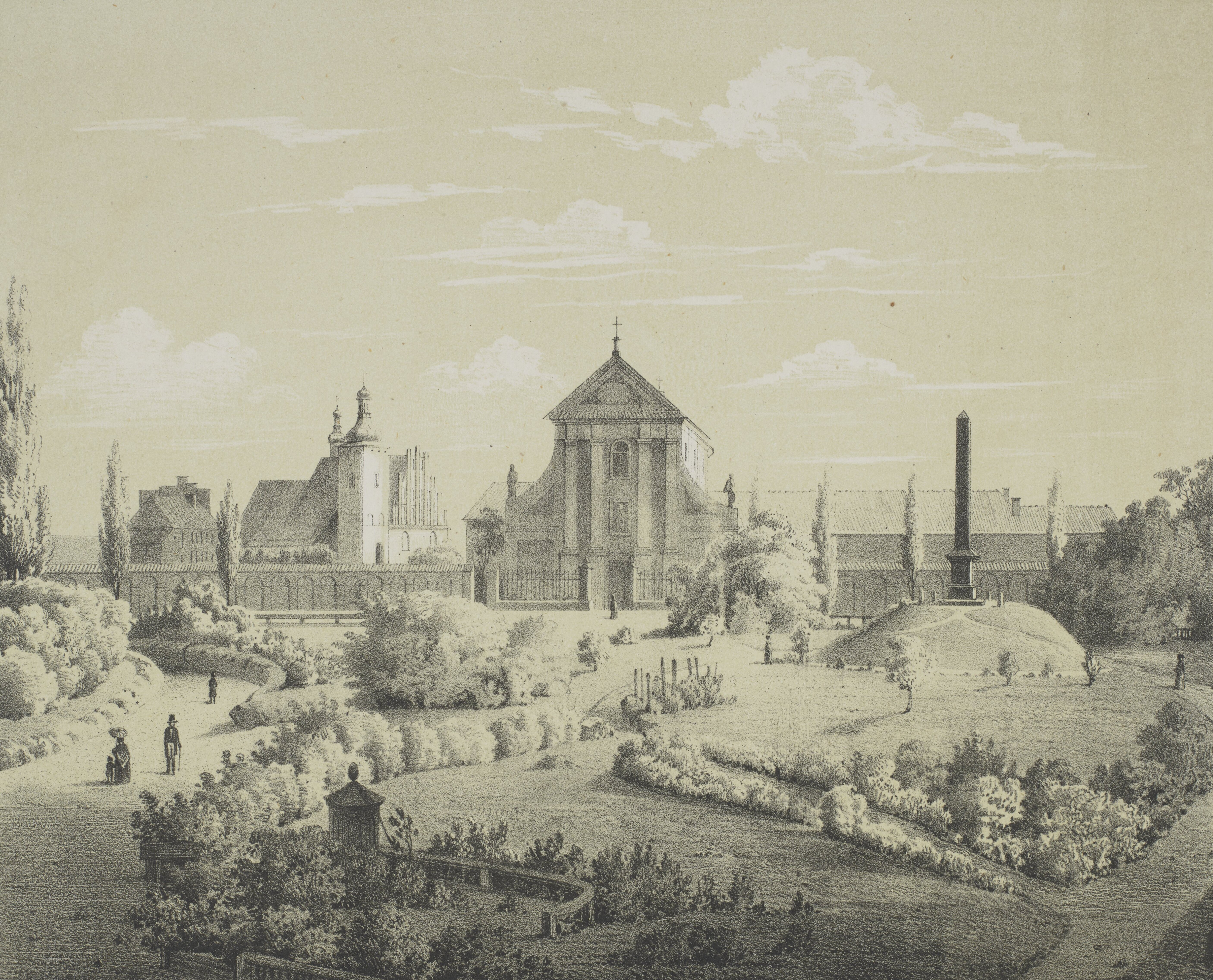
Église des Capucins et mémorial de l'Union de Lublin. Lithographie d'Adam Leru, 1860.

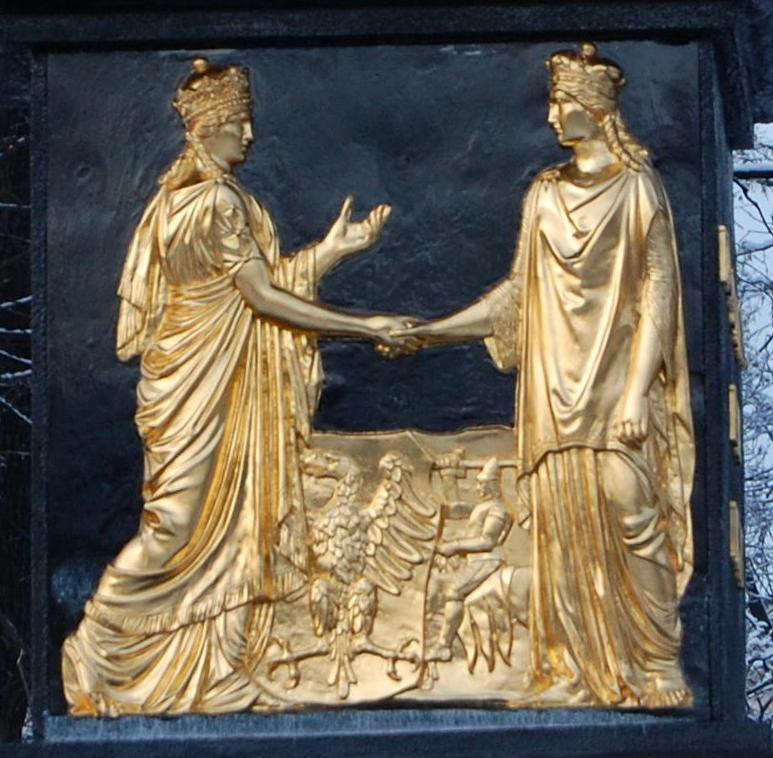
Soulagement de Pawel Maliński

Le premier monument a été érigé immédiatement après la signature de l'Union de Lublin et était situé au centre de la place lituanienne. Il avait la forme d'un petit obélisque de pierre avec deux personnages sur le côté. Les deux personnages étaient censés incarner la Pologne et la Lituanie. Lorsque la place de Lituanie a été transformée en place de parade en 1819, le monument a été endommagé et supprimé. Au nom de Stanisław Staszics, la construction d'un nouveau monument a commencé en 1824. Le nouvel obélisque a été coulé à partir de plaques d'acier dans la fonderie de Samsonów. Le nouveau monument a été érigé à l'est de la place sur une petite colline. Comme pour le mémorial précédent, ce mémorial présente également un relief sur la base de deux personnages se serrant la main. Le relief a été créé par le Professeur Pawel Maliński, élève du sculpteur Bertel Thorvaldsen.
L'obélisque a une hauteur de 13 mètres et est situé sur une base en brique recouverte de dalles de granit.

## Rénovations
Une rénovation fondamentale a eu lieu en 1999 pour le 430e anniversaire de l'Union de Lublin. En 2008, le monument a été à nouveau réparé, les fondations renforcées et les éléments endommagés remplacés. La zone autour du monument a également été restaurée dans son état de 1860, comme cela a été transmis sur des dessins d'Adam Lerue.